# قمة فيلدبيرج
فيلدبيرج هو أعلى جبل في الغابة السوداء في ألمانيا وأيضا خارج جبال الألب؛ مع ارتفاع 1493 متر. فرايبورغ ببرايسغاو هي أقرب مدينة .

## البيئة

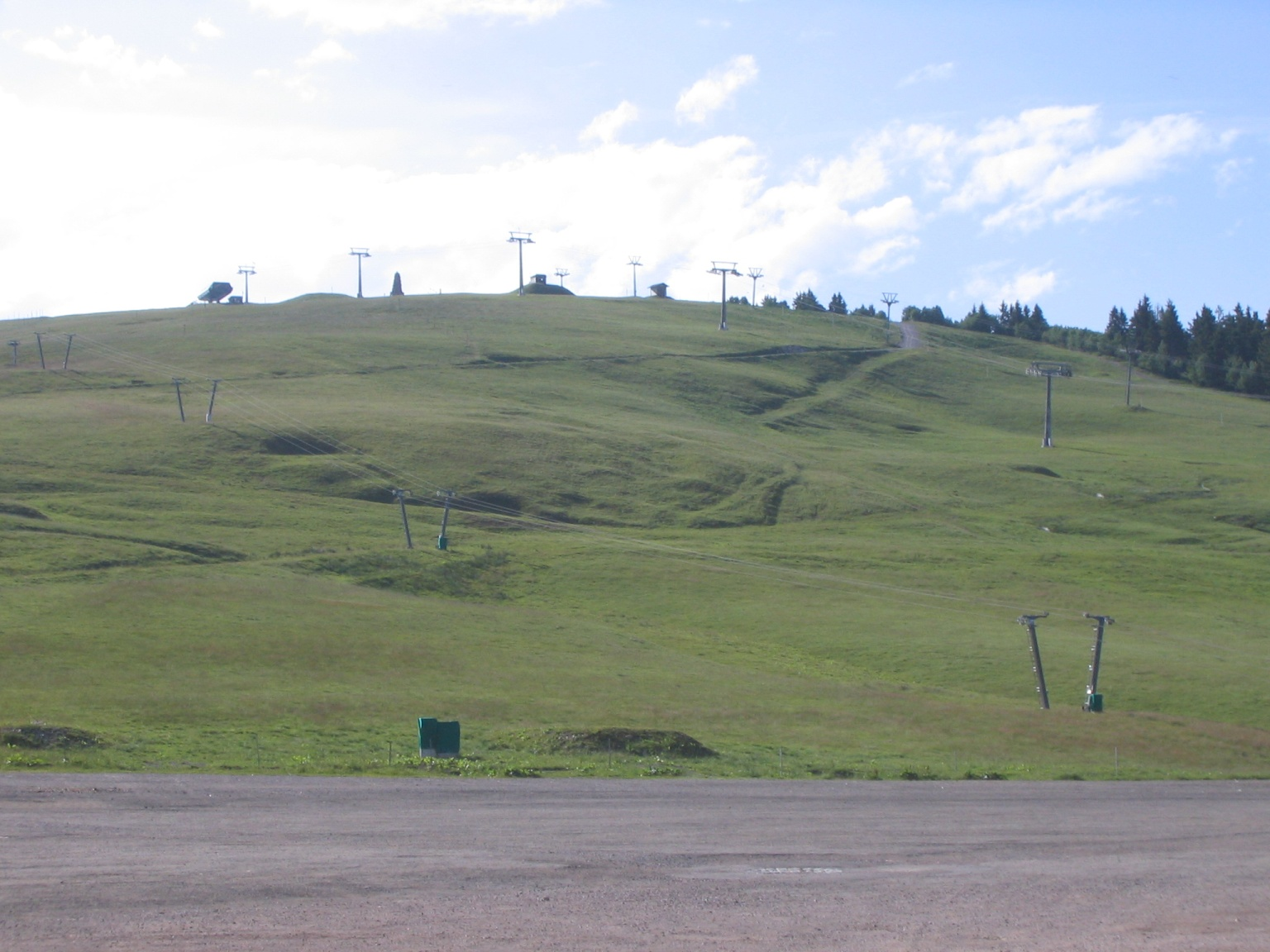
فيلدبيرج

يقع فيلدبرج إلى الجنوب الشرقي من مدينة فرايبورغ ببرايسغاو، وتحيط بها بلدات مثل هنترزارتن
1493 متر هي ذروة الارتفاع وهناك هضبة ممتدة 2 كم في اتجاه الجنوب الشرقي إلى الذروة (1،448 م). من هذه النقطة، هناك واد عميق نحو الشمال الشرقي الذي يحتوي على Feldsee، بحيرة جليدية الأصلية على علو حوالي 1،000 م. وهناك الاودية العميقة حول فيلدبرج، مثل زاستل رتال Zastlertal شمال غرب وجنوب غرب Wiesental